# 혹등돌고래
혹등돌고래는 혹등돌고래속(Sousa)에 속하는 2종 또는 3종의 고래를 일컫는 말이다. 이 종들은 다 자라면, 길게 이어진 등지느러미와 등에 독특한 혹이 생기는 것이 특징적이다. 서아프리카(대서양혹등돌고래)의 해안가, 그리고 남아프리카공화국에서 인도양을 거쳐 오스트레일리아 해안(인도-태평양혹등돌고래)까지 이어진다. 인도-태평양혹등돌고래를 2종으로 나누자는 여러 연구소들의 제안에 따라 최근에는 혹등돌고래를 3종으로 구분하기도 한다. 일부는 인도-태평양혹등돌고래에서 분리된 신종의 하나는 중국흰돌고래로 부르기도 한다.

## 하위 종
- 대서양혹등돌고래 (Sousa teuszii)
- 인도혹등돌고래 (Sousa plumbea)
- 인도태평양혹등고래 또는 중국흰돌고래, 태평양혹등돌고래, 인도태평양혹등돌고래 (Sousa chinensis)
- 오스트레일리아혹등돌고래 (Sousa sahulensis)